# Lieber krank als sorgenfrei
Lieber krank als sorgenfrei ist eine US-amerikanische Stummfilmkomödie aus dem Jahr 1923 von Fred C. Newmeyer und Sam Taylor mit Harold Lloyd und Jobyna Ralston in den Hauptrollen.

## Handlung
Der wohlhabende Geschäftsmann Harold Van Pelham ist ein Hypochonder. In Begleitung seiner Krankenschwester und seines Dieners Mr. Pipps unternimmt er eine Schiffsreise nach Paradiso, einer kleinen Insel an der chilenischen Küste. Dort gerät er in die Wirren einer Revolution, die von dem habgierigen Amerikaner James Blake angezettelt wurde. Blake sieht in Harold eine Gefahr für seine Absichten und lässt ihn festnehmen. 
Im Gefängnis lernt Harold den Hünen Colosso kennen, der an heftigen Zahnschmerzen leidet. Beide können aus dem Gefängnis entkommen, und Harold entfernt den entzündeten Zahn. Colosso folgt Harold aus Dankbarkeit. Da Harold die Aufregung und die Kämpfe als schlecht für sein Herz ansieht, will er die Revolution stoppen. Mit Hilfe von Colosso und seiner Krankenschwester kann Harold Blakes Revolutionstruppen besiegen. Seine Taten überzeugen Harold davon, dass er gesund und bei Kräften ist. Mit Colosso und der Krankenschwester geht er an Bord des Schiffes, wo Mr. Pipps ihn erwartet.

## Produktion

### Hintergrund
Gedreht wurde der Film von Januar bis Juli 1923 am Venice Beach sowie in den Roach-Studios in Culver City.
Nach dem Ende der Dreharbeiten verkündeten Roach und Lloyd das Ende ihrer Zusammenarbeit. Lloyd plante die Gründung einer eigenen Produktionsgesellschaft. Roach erklärte sich bereit, diejenigen Mitarbeiter, mit denen Lloyd eng zusammengearbeitet hatte, aus ihren Verträgen zu entlassen. Im Oktober 1923 strengte der Autor Owen Davis eine Klage auf Plagiarismus gegen Lloyd an. Roach hatte Davis' Bühnenstück The Nervous Wreck gesehen. Lloyds Anwälte konterten den Vorwurf mit der Begründung, eine Komödie über einen Hypochonder sei keine einzigartige Idee.

### Besetzung
In kleinen nicht im Abspann erwähnten Nebenrollen traten William Gillespie und Sam Lufkin auf.

### Musik
1974 wurde der Film mit von Don Hulerte komponierter Musik versehen. Don Peake dirigierte bei den Aufnahmen das Orchester. 2002 entstand eine neue Komposition für den Film von Robert Israel.

## Veröffentlichung
Die Premiere des Films fand am 2. September 1923 statt. Im Deutschen Reich wurde er erstmals am 30. Oktober 1925 unter dem Titel 1000:1 = Harold Lloyd gezeigt. In der Bundesrepublik Deutschland wurde Lieber krank als sorgenfrei am 22. Februar 1981 im ZDF ausgestrahlt. 

## Kritiken
Der Filmkritiken-Aggregator Rotten Tomatoes hat in einer Auswertung ein Publikumsergebnis von 62 Prozent positiver Bewertungen ermittelt.
Das Lexikon des internationalen Films schrieb: „Diese intelligente Farce erscheint heute als eines von Lloyds modernsten Werken, nicht zuletzt deshalb, weil er ausnahmsweise keinen Streber, sondern einen erfolgsgewohnten Geschäftsmann verkörpert.“
Robert E. Sherwood merkte im Magazin Life an, dass er über diesen Lloyd-Film nur das sagen könne, was er über die letzten vier Lloyd-Filme gesagt habe. Er sei wahnisinnig komisch, lege ein halsbrecherisches Tempo vor und werde von Lloyds unbezähmbar lebhaften Humor angekurbelt.